# Mount Ngerchelchuus
Mount Ngerchelchuus (Mount Mekelulu) – szczyt na wyspie Babelthuap należącej do Palau. Jest to najwyższy szczyt zarówno wyspy, jak i państwa.